# Черкасов, Алексей Иванович (Герой Советского Союза)
Алексе́й Ива́нович Черка́сов (1914—1980) — старший сержант Рабоче-крестьянской Красной Армии, участник Великой Отечественной войны, Герой Советского Союза (1944).

## Биография
Родился 13 марта 1914 года в Москве. После окончания пяти классов школы и школы фабрично-заводского ученичества работал сначала токарем, затем на строительстве железной дороги. В марте 1942 года был призван на службу в Рабоче-крестьянскую Красную Армию. С февраля 1943 года — на фронтах Великой Отечественной войны.
К октябрю 1943 года старший сержант Алексей Черкасов командовал отделением 392-го отдельного сапёрного батальона 232-й стрелковой дивизии 38-й армии Воронежского фронта. Отличился во время битвы за Днепр. В начале октября 1943 года отделение под командованием Алексея Черкасова в числе первых переправилось через Днепр в районе села Вышгород Киевской области Украинской ССР и приняло активное участие в боях за захват и удержание плацдарма на его западном берегу, отвлекая на себя огонь основных сил противника. В дальнейшем вместе с товарищами работал на переправе, оперативно устранял повреждения плавсредств.
Указом Президиума Верховного Совета СССР «О присвоении звания Героя Советского Союза генералам, офицерскому, сержантскому и рядовому составу Красной Армии» от 10 января 1944 года за «образцовое выполнение боевых заданий командования на фронте борьбы с немецко-фашистскими захватчиками и проявленные при этом отвагу и геройство» был удостоен высокого звания Героя Советского Союза с вручением ордена Ленина и медали «Золотая Звезда» за номером 4462.
После окончания войны был демобилизован. Проживал и работал в городе Горское Луганской области. Умер 7 августа 1980 года, похоронен в Горском.
Был также награждён орденами Трудового Красного Знамени и Отечественной войны 1-й степени, рядом медалей.